# Nechama Leibowitz

Nechama Leibowitz

Nechama Leibowitz (* 1905 in Riga, Russisches Kaiserreich; gest. 12. April 1997 in Jerusalem) war eine Bibelwissenschaftlerin, Kommentatorin und Lehrerin, die in der zweiten Hälfte des 20. Jahrhunderts eine Renaissance des Bibelstudiums unter den israelischen Juden bewirkte.

## Leben
Die Schwester von Jeschajahu Leibowitz wurde in Riga geboren und wuchs seit 1919 in Berlin auf. Dort studierte sie an der Friedrich-Wilhelms-Universität sowie in Marburg, wo sie 1930 unter Karl Helm über Die Übersetzungstechnik der jüdisch-deutschen Bibelübersetzungen des 15. und 16. Jahrhunderts dargest. an d. Psalmen promovierte, und übersiedelte noch im selben Jahr nach Eretz Israel. 25 Jahre unterrichtete sie dort am Mizrachi-Lehrerinnenseminar an der Universität Tel Aviv und an anderen Schulen, darunter an den Hesder Jeschiwot. Seit 1957 unterrichtete sie an der Tel Aviver Universität selbst und wurde elf Jahre später ordentliche Professorin. 
1942 hatte sie begonnen, Seiten mit Fragen über den wöchentlichen Toraabschnitt zu vervielfältigen und zu verteilen. Im Laufe der Jahre wurden diese „Seiten“ (hebräisch dafim) ihr Markenzeichen, und es gelang ihr, ein immer größeres Publikum zu erreichen. Sie war auch Kommentatorin im israelischen Radio (Qol Jisrael) und erhielt 1956 den Israel-Preis für Erziehung. 
1968 wurde sie Professorin an der Tel Aviver Universität. Die Studenten nannten sie einfach „Nechama“ oder mit dem von ihr gewünschten Titel „Lehrerin“ (statt: Professor); damit übereinstimmend ist „מורה“ (mora, „Lehrerin“) das einzige Wort, das sich auf ihrem Grabstein befindet.
Viele Jahre bestanden Leibowitz’ „Seiten“ nur aus Fragen, erst der Beharrlichkeit der Studenten ist es zu verdanken, dass sie später bereit war, auch Antworten zu den Fragen zu veröffentlichen – allerdings nicht, ohne zugleich neue Fragen für weitere Studien anzuhängen. 
Ihre biblischen Textauslegungen zeigen ihre umfassende Kenntnis und große Vertrautheit mit traditionellen und modernen Bibelkommentatoren und zeigen zugleich ihre Sensibilität für die jeweils religiöse, literarische und/oder psychologische Bedeutung des Textes. Dabei suchte sie – Raschi nicht unähnlich – immer nach dem einfachen Wortsinn (pschat). Sie wollte ihre Studenten mit der Liebe zur Bibel erfüllen und mit dem Glauben, dass die Bedeutungsebenen ihres Textes vom Leser erschlossen werden müssen. 
Leibowitz’ „Seiten“ wurden in viele Sprachen übersetzt und erreichten Studenten und Lehrer in aller Welt. Später wurden sie gesammelt und in Buchform als „Studien“ herausgegeben (in der Endfassung fünf Bände, ein Band für jedes Buch des Pentateuchs). Im Internet sind sie unter der Bezeichnung „Gilyonot“ veröffentlicht.
Nechama Leibowitz zählt zu den führenden Bibelwissenschaftlern des zwanzigsten Jahrhunderts und ist bleibendes Vorbild für orthodoxe Wissenschaftlerinnen und Lehrerinnen.
Sie starb 1997 in Jerusalem – drei Jahre nach ihrem Bruder Jeschajahu Leibowitz.

## Schriften
- Studien zu den wöchentlichen Tora-Vorlesungen. Herausgeber: Gabriel H. Cohn, Übersetzer: Alfred Bodenheimer, gebundene Ausgabe, Eliner Library, 2006, ISBN 978-9657118214, 337 Seiten.